# انبیق
اِنبیق یا اَنبیق از ابزارآلات علم شیمی است. اختراع آن به جابر بن حیان مربوط به قرن نهم میلادی نسبت داده شده است. در قدیم، ماده‌ای که می‌خواستند تقطیر کنند در قرع حرارت می‌دادند و بخارات حاصل در انبیق تبدیل به مایع می‌شد و این مایع در ظرف موسوم به قابله گرد می‌آمد. انبیقی که میزاب (ناودان) ندارد را انبیق کور (عربی: اعمی) می‌نامیدند.

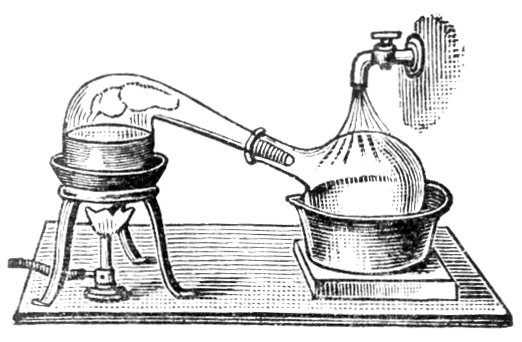
قرع و انبیق

سازوکار قرع (ظرف سرخ‌رنگ) و انبیق (لوله خمیده سفیدرنگ به اضافه ظرف آبی‌رنگ. پیاله (در عربی قابله) لیوان جمع کردن مایع.

انبیق (از الإنبيق عربی، که ریشه در یونانی باستان: ἄμβιξ، ت. «ambix» یونانی به‌معنای 'جام، پیاله' دارد) ابزاری کیمیاگری است که از دو ظرف متصل‌شده با یک لوله تشکیل شده و برای تقطیر مایعات به‌کار می‌رود.
«قَرع و اِنبِیق» دستگاهی سنتی برای تقطیر مایعات است که ریشه در کیمیاگری اسلامی و ایرانی دارد و در زبان‌های اروپایی به‌واسطهٔ ترجمه‌های لاتینی از آثار دانشمندانی مانند جابر بن حیان وارد شده‌است. قرع ظرفی است که مایع در آن جوشانده می‌شود. «انبیق» معمولاً بخش بالایی و خمیدهٔ این دستگاه است که بخار حاصل از جوشاندن را به سوی بخش دوم، یعنی «پیاله»، هدایت می‌کند. «پیاله» خود ظرفی است که بخار در آن سرد شده و دوباره به مایع تبدیل می‌شود. کل سامانه برای جداسازی یا تصفیهٔ مایعات به کار می‌رفته و نمونهٔ ابتدایی از آن چیزی است که امروز در دستگاه‌های تقطیر آزمایشگاهی یا صنعتی دیده می‌شود. این ابزار هم در کیمیاگری، هم در داروسازی سنتی، و هم در عطرسازی و تولید الکل کاربرد داشته‌است. 

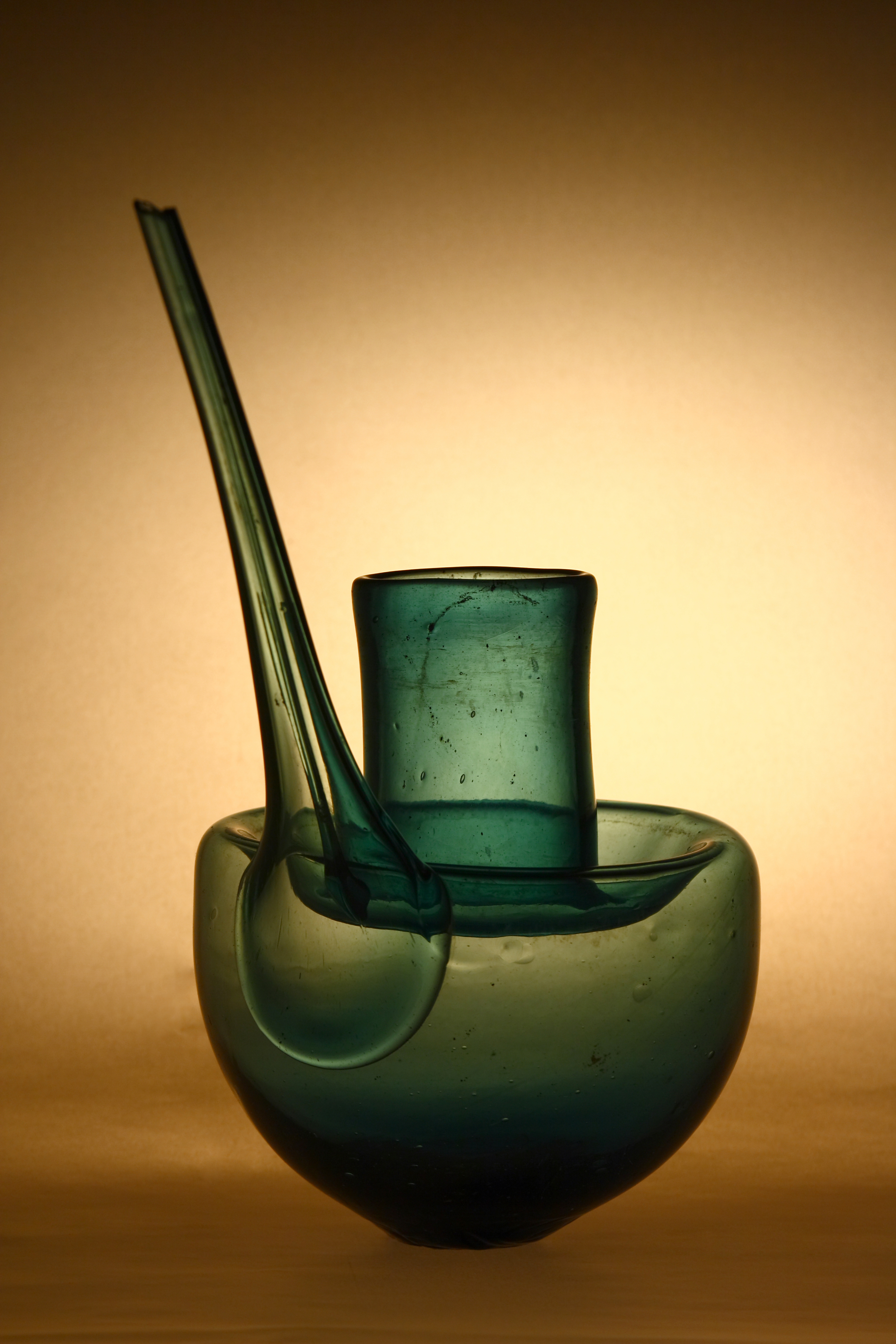
انبیق ایرانی، مربوط به قرن سیزده، ساخته شده در تبریز.

قرع و انبیق که امروزه تقریباً همان بالن می‌باشد، محتوی مواد معدنی و … بود که در زیر انبیق قرار می‌گرفت و بخار حاصل از حرارت دیدن مواد داخل آن متصاعد و در انبیق جمع شده و مقطر آن از انبویه انبیق فرو می‌چکید. البته چون کیفیت جنس این ابزار با توجه به صنعت شیشه‌گری آن زمان چندان مناسب حرارت نبود، آن‌ها را برای جلوگیری از ترکیدن، با گل حکمت، مطیّن (گل‌آلود) می‌کردند. روش دیگری هم مرسوم بود و آن قرار دادن قرع داخل ظرفی حاوی مقداری خاکستر بود که حرارت آتش به صورت یکنواخت و تدریجی به قرع برسد.

## توصیف
سامانه کامل تقطیر از سه بخش تشکیل شده‌است:
قرع؛ به یونانی: βῖκος, bîkos)، دیگی است که مایع در آن ریخته شده و با شعله گرم می‌شود.
"سر" یا "کلاهک"، انبیق؛ به یونانی: ἄμβιξ, ambix) که روی دهانهٔ قرع قرار می‌گیرد تا بخار را بگیرد و همراه با یک لوله مایل به پایین (σωλήν, sōlēn) بخار را به ظرف سوم هدایت کند.
"پیاله" یا ظرف دریافت (قَابِلَة؛ به یونانی: ἄγγος, angos یا φιάλη, phialē)
در نوع دیگری از ظرف‌های تقطیر، "کلاهک" و "قرع" در یک ظرف ترکیب شده‌اند. واژهٔ انبیق همچنین به عنوان رأس (به معنای "سر" در عربی) قرع نیز شناخته می‌شود. مایع در قرع گرم یا جوشانده می‌شود؛ بخار به انبیق می‌رود، جایی که در تماس با دیواره‌ها سرد شده و مایع می‌شود و از طریق لوله به ظرف گیرنده می‌ریزد. گونهٔ امروزی انبیق، دیگ تقطیر است که برای تولید نوشیدنی تقطیری کاربرد دارد.

## تاریخچه

مخترع انبیق را جابر بن حیان ذکر کرده‌اند.

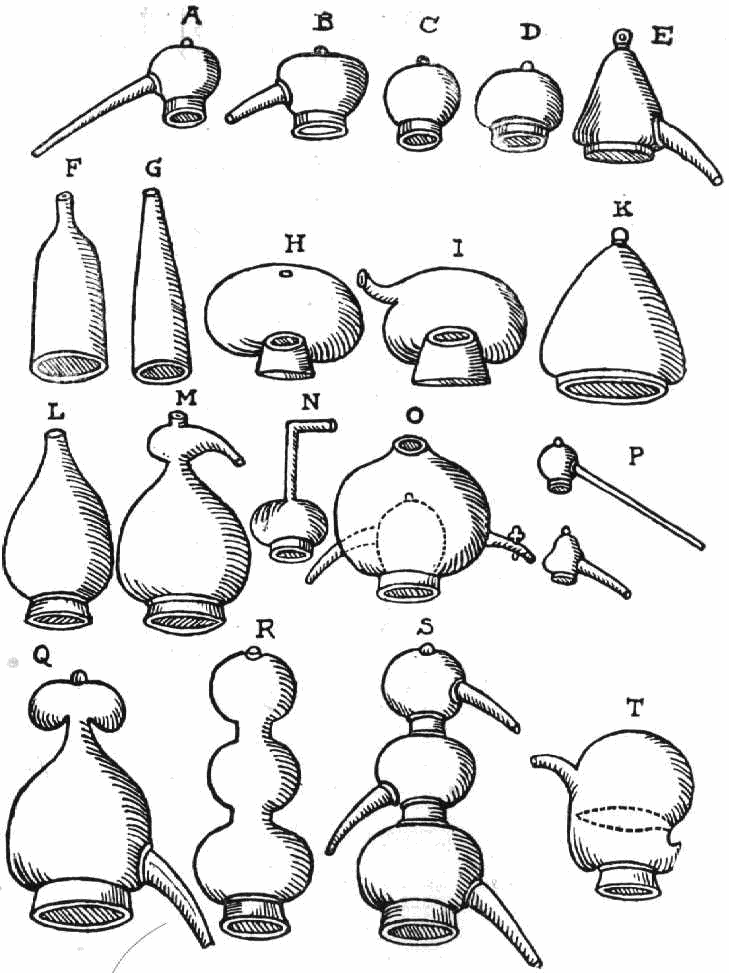
انبیق‌هایی از کتاب کیمیاگری سال ۱۶۰۶

«ambix» در نوشتهٔ دیوسکوریدس در کتاب De materia medica (حدود سال ۵۰ میلادی) به‌صورت درپوشی کلاه‌خودمانند برای گردآوری جیوهٔ تقطیرشده آمده‌است. برای آتناوس (حدود ۲۲۵ میلادی)، این واژه به معنای بطری یا فلاکس بوده‌است. در دوره‌های بعدی، شیمیدانان این واژه را برای بخش‌های مختلف دستگاه‌های ابتدایی تقطیر به‌کار می‌بردند.
تصاویر انبیق در آثار کلوپاترا کیمیاگر (سدهٔ سوم میلادی)، زوسیموس اهل پاناپولیس (حدود ۳۰۰ میلادی) و سینسیوس (حدود ۳۷۳–۴۱۴ میلادی) دیده می‌شود. برخی انبیق‌ها دو گیرنده (dibikos) یا سه گیرنده (tribikos) داشتند. به گفتهٔ زوسیموس، انبیق توسط مریم یهودیه اختراع شده‌است.
انبیق در اثر ابن العوام به نام کتاب الفلاحة توصیف شده‌است؛ او در آن توضیح می‌دهد که چگونه گلاب تقطیر می‌شود. همچنین در آثار دیگر مانند مفاتیح العلوم نوشتهٔ خوارزمی و کتاب الأسرار از رازی نیز به آن اشاره شده‌است. برخی نگاره‌ها نیز در ترجمه‌های لاتینی آثار منسوب به جابر (در غرب: Pseudo-Geber) وجود دارد.

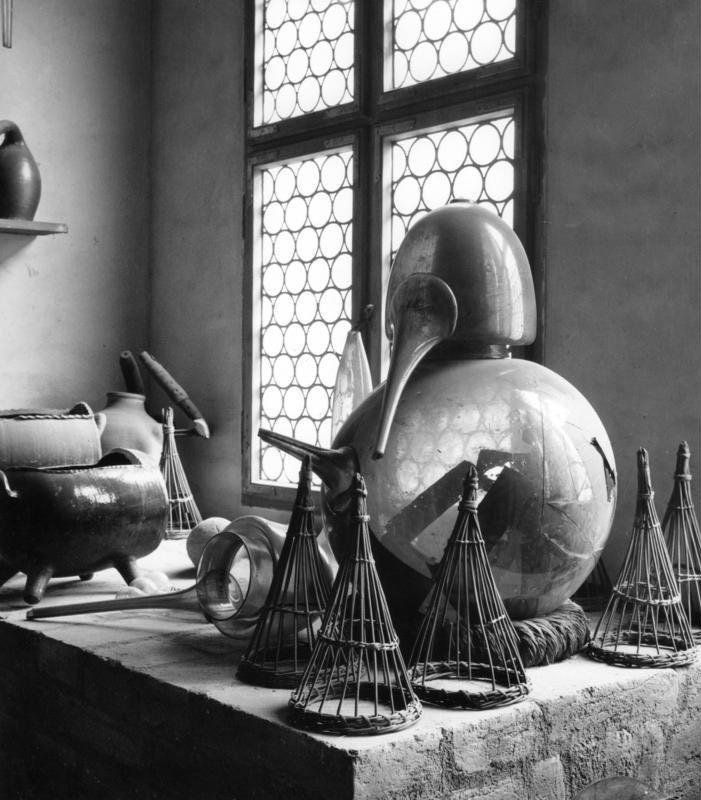
انبیق، نورنبرگ، موزه ملی آلمان

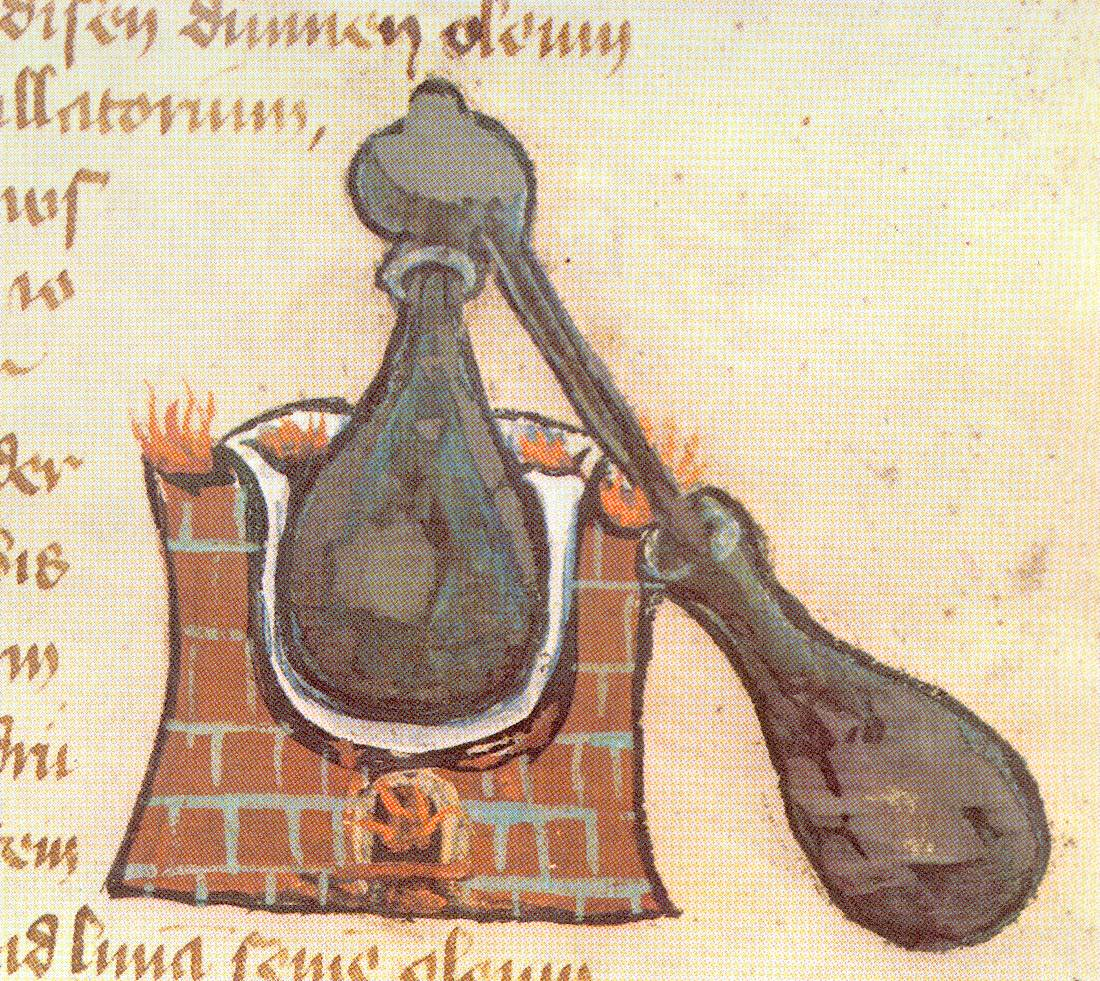
تصویری از یک انبیق در یک نسخه خطی مربوط به سده‌های میانه

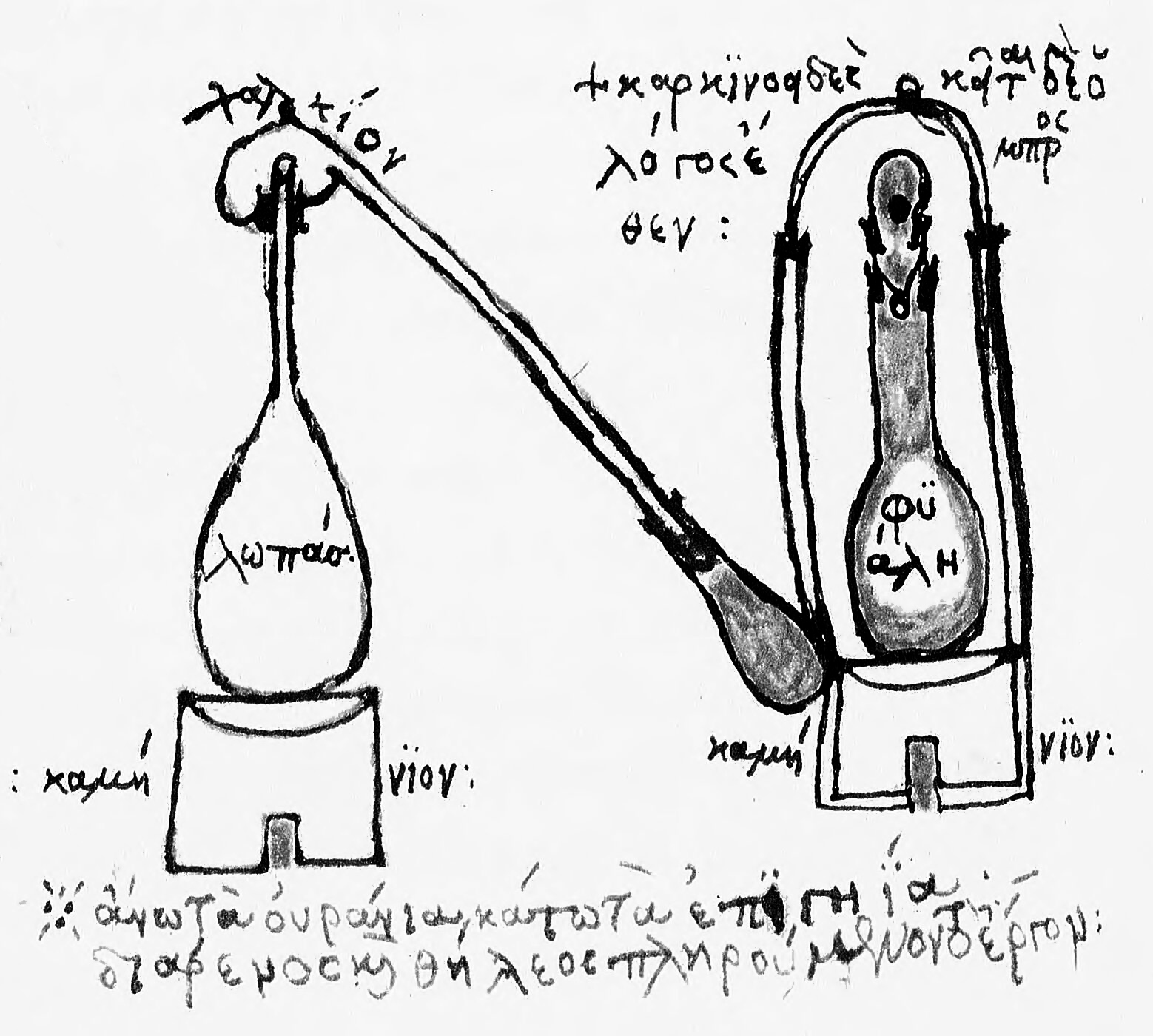
انبیق اثر زوسیموس اهل پاناپولیس
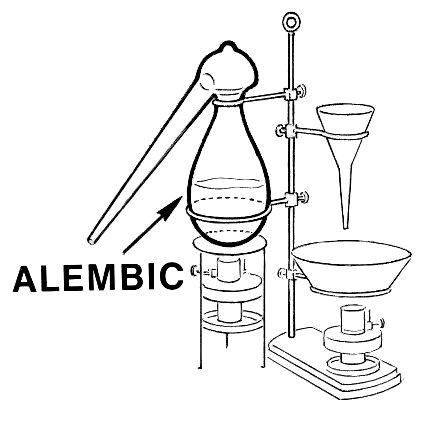
انبیق امروزی
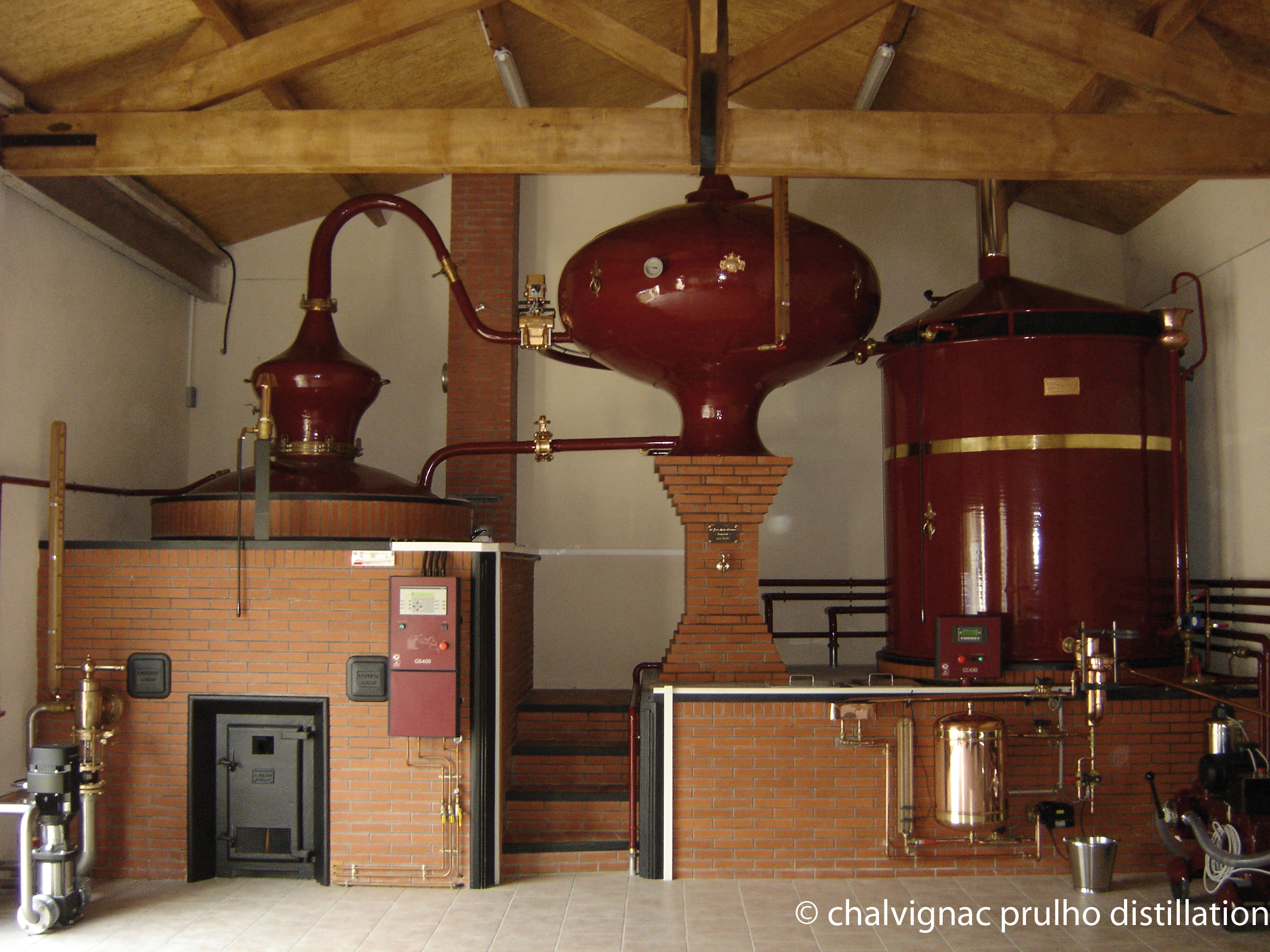
انبیق بزرگ نوع "شارنتِه" برای تقطیر مشروبات الکلی
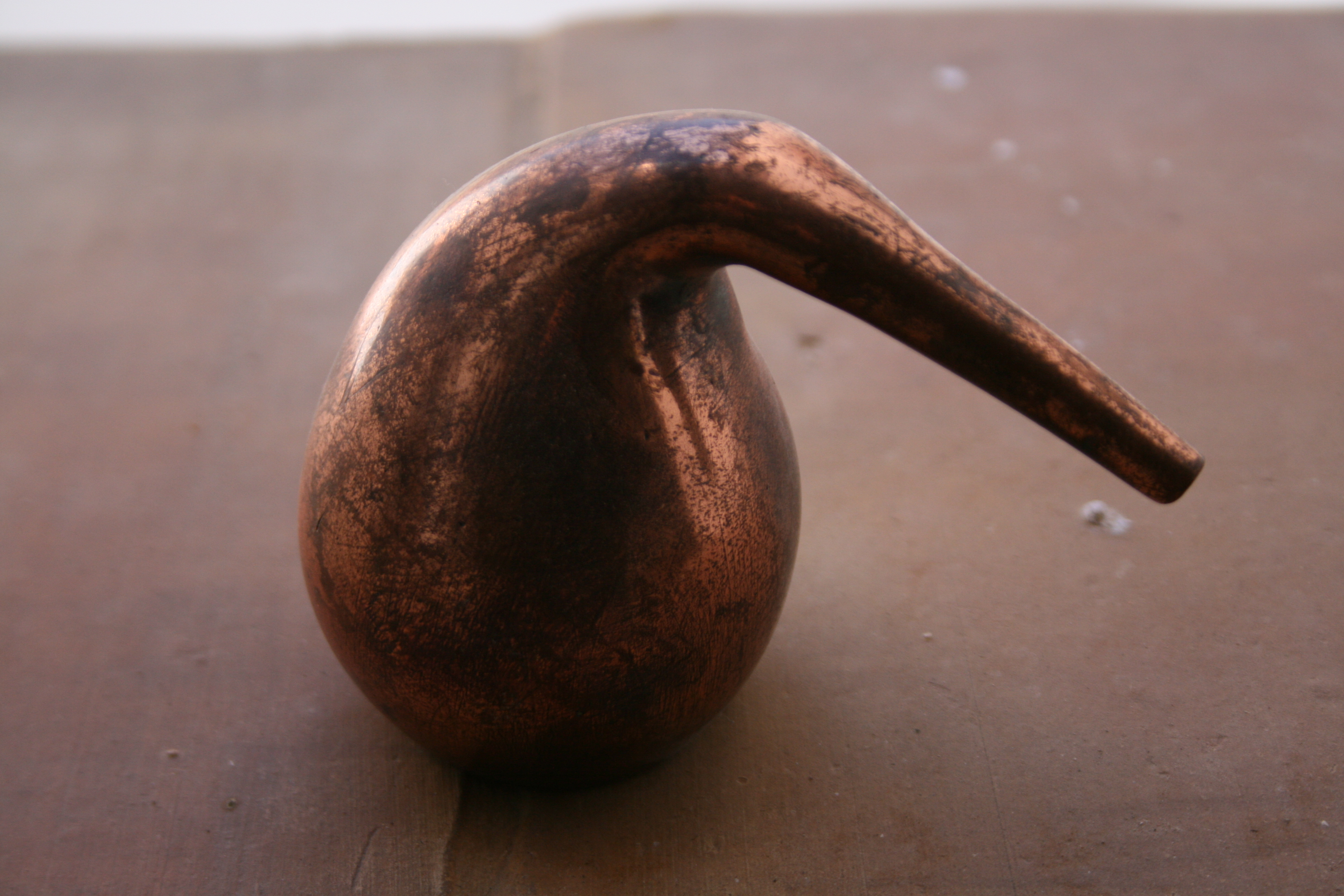
رتورت مسی
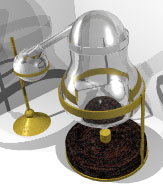
انبیق شیشه‌ای
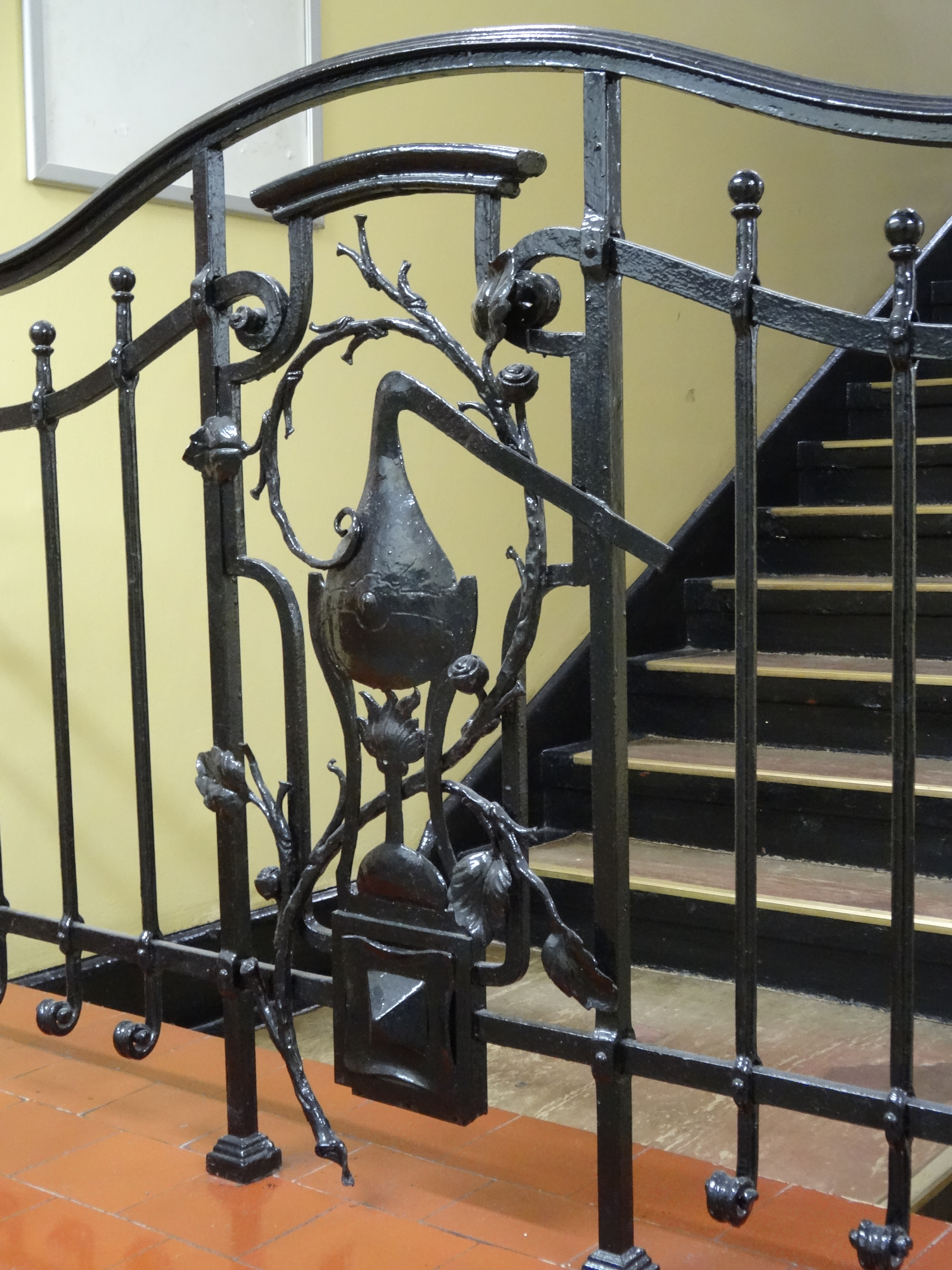
تزئینات فلزی انبیق در پلکان دانشکدهٔ شیمی دانشگاه فناوری گدانسک، سال ۱۹۰۴

## یونیکد
مجموعه کاراکترهای یونیکد سه نماد برای انبیق تعریف کرده‌است: شمایل تصویری ⚗ (الگو:Tt)، نگارش ایموجی آن ⚗️ (الگو:Tt)، و نماد کیمیاگری باستانی 🝪 (الگو:Tt).